# Histoire des Juifs à Suwałki

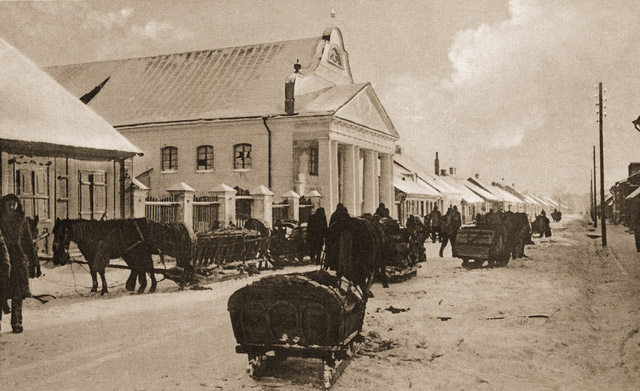
Synagogue de Suwałki construite dans les années 1820

L'histoire des Juifs à Suwałki ne commence qu'au début du XIXe siècle, quand les habitants juifs des petites villes et villages alentour obtiennent l'autorisation de s'installer en ville. Très vite, la communauté prend de l'ampleur, jusqu'à représenter plus de 60 % de la population totale dans les années 1880. À partir du début du XXe siècle, ce pourcentage va diminuer en raison d'une forte émigration causée par la crise économique et un antisémitisme grandissant. Dès le début de la Seconde Guerre mondiale, les Juifs de Suwałki sont soit abattus dans les bois environnants soit transférés vers des ghettos de la région de Lublin où ils subiront le même sort que leurs occupants. Très peu survivront à la Shoah. Il n'y a plus de communauté juive à Suwałki.
Suwałki est une ville dans le nord-est de la Pologne dans la voïvodie de Podlachie. Situé à 120 km au nord de Bialystok et à moins de 40 km de la frontière avec la Lituanie, Suwałki est traversé par la rivière Czarna Hańcza.
La région de Suwałki est intégrée à la Prusse lors troisième partage de la Pologne en 1795, puis fait partie du duché de Varsovie de 1807 à 1815 avant d'être intégrée au royaume du Congrès au sein de l'empire russe par le congrès de Vienne en 1815. Après la Première Guerre mondiale, la conférence de la paix de Paris en 1919 l'attribue à la république polonaise nouvellement constituée. Au début de la Seconde Guerre mondiale Suwałki est brièvement occupée par l'Armée rouge avant d'être transférée aux Allemands selon le Pacte germano-soviétique. Renommée Sudauen, la ville est annexée directement par l'Allemagne nazie dans la province de Prusse-Orientale. Le 23 octobre 1944, la ville est reprise par les Soviétiques.

## Histoire de la communauté juive

### Les prémices d'installation des Juifs
On ignore la date exacte à laquelle les premiers Juifs se sont installés à Suwałki, et on a aucune preuve disponible écrite attestant de cette présence avant le début du XIXe siècle, bien que les propriétaires de la ville, les camaldules hongrois, leur ai accordé des droits municipaux et en établissant une rue séparée exclusivement pour la population juive. Certains chercheurs pensent qu'un petit groupe de Juifs s'est installé à Suwałki dès la seconde partie du XVIIIe siècle, mais a quitté la ville peu de temps après ou en a peut-être été expulsé.

### La communauté juive florissante
La documentation la plus ancienne remonte à 1808 et mentionne la présence de 44 Juifs habitant dans le centre de Suwałki et originaires des petites villes et villages environnants. Au cours des deux décennies suivantes, ce petit groupe s'agrandit rapidement et crée une communauté autonome au début des années 1820. En 1827, les Juifs constituent plus de 30 % de la population du centre-ville; en 1841, ils représentent plus de 50 %, et en 1865 63 %,.
Tandis que les communautés juives dans les petites villes et villages autour de Suwałki stagnent et dans quelques cas perdent des membres dans le courant du XIXe siècle en raison des restrictions, des persécutions et des édits de toute sorte promulgués par les Russes, à l'opposé, la communauté juive de Suwałki se développe rapidement aussi bien en population qu'en influence.
Dans la seconde moitié du XIXe siècle, Suwałki est un des centres religieux juifs les plus importants en Pologne. Parmi les rabbins, on peut nommer Icchok Ajzyk Wildmann (1850-1853), Jehiel Heller (1853 – 1857), un des initiateurs du mouvement sioniste, Samuel Mohylewer (1860 – 1868), et Dawid Tewel Katzenellenbogen (années 1890). Cependant, vers la fin du XIXe siècle et plus particulièrement pendant les années 1880, en raison de la crise économique et de la montée de l'antisémitisme, un nombre important de familles juives émigrent vers les États-Unis, l'Amérique du Sud, la Suède et l'Afrique du Sud, conduisant à une diminution notable du nombre d'habitants juifs à Suwałki. Mais au début du XXe siècle, des groupes d'immigrants juifs, en provenance de Lituanie et du nord de la Biélorussie, alors parties de l'empire russe, s'installent en ville provoquant une nouvelle croissance du nombre de Juifs à Suwałki jusqu'à représenter environ 50 % de la population totale de la ville.
Au début du XIXe siècle, Suwałki est principalement un centre de commerce avec une industrie encore sous-développée. La principale source de revenu des Juifs vivant en ville, est le petit commerce, les services (transport) et l'artisanat, principalement le travail du cuir, la confection et la construction. Certains Juifs font du négoce entre l'ancien gouvernement de Suwałki et l'ancienne zone de Prusse-Orientale, et d'autres approvisionnent la garnison de Suwałki jusqu'en 1914. Vers le milieu du XIXe siècle, le nombre de négociants et d'entrepreneurs juifs est considérable, conduisant à un développement économique significatif de la ville. En 1867, il y a 12 usines et sites de production juifs ainsi que de nombreux hôtels comme l'hôtel Krakowski. Moishe Epstein, propriétaire de l'hôtel publie régulièrement des annonces en allemand, hébreu et yiddish dans le journal juif local HaMaggid dans lesquels il vante ses superbes installations, 10 chambres, de beaux meubles et des repas casher, aux marchands de Pologne et de Russie qui pourraient passer par Suwałki pour leurs affaires, en leur garantissant confort et satisfaction 
Entre 1822 et 1862, la plupart des Juifs de Suwałki vivent dans un quartier près de la place du marché, entre la rue Jerozolimska et Nowy Świat (à présent rue T. Noniewicza), une zone qui a été spécialement aménagée pour l'installation des Juifs. En 1820-1821, ce quartier s'enrichit d'une impressionnante synagogue en brique et d'un Beth Midrash situé sur le côté opposé de la rue. En dépit des réglementations imposées aux Juifs sur leur lieu d'habitation, certains des immeubles situés autour de la place du vieux marché appartiennent à des Juifs.
Pendant la seconde moitié du XIXe siècle, et plus encore pendant la période de l'entre-deux-guerres, Suwałki devient un centre important du mouvement sioniste. Suwałki est la ville natale d'Avraham Stern, chef du mouvement Lohamei Herut Israel (LEHI), combattant pour l'établissement d'un État juif en Palestine et initiateur en 1891 de l'association Safah Berurah (une langue claire) dont les 70 membres se consacrent à l'enseignement et à la propagation de l'hébreu. Plus tard, en 1901, le mouvement ouvrier juif Bund est créé. Les bundistes et leurs sympathisants du Poale Zion ainsi que d'autres organisations juives, vont s'impliquer dans la révolution de 1905-1906 en organisant des comités d'auto-défense afin de protéger la communauté juive contre les pogroms.

### L'entre-deux-guerres
Pendant la période de l'entre-deux-guerres, la communauté juive de Suwałki est profondément divisée entre les Juifs orthodoxes de l'Agoudat Israel, les bundistes et les sionistes qui se disputent la majorité au sein de la communauté. Si les sionistes gagnent les élections de 1924, Agoudat Israel remporte celles de 1931. Pour les élections municipales de 1924, 1935 et 1939, les Juifs gagnent un quart des sièges.
Dans les années 1920 et 1930, l'industrie se développe à grands pas à Suwałki, principalement dû à la participation des Juifs locaux: les entrepreneurs juifs établissent des scieries, des usines textiles, des usines de transformation des aliments et d'autres.
Dans cette période, en plus de la synagogue et du Beth Midrash construits au début des années 1820, la ville possède 27 maisons de prière, un hôpital juif construit probablement en 1859 et un foyer pour personnes âgées,. Il y a aussi plusieurs centres d'éducation juifs, des heders, un Talmud Torah établi en 1861, une école secondaire en hébreu et en polonais, et une yechiva. En plus, la ville possède plusieurs centres sportifs juifs, comme le club Maccabi de sport et de gymnastique.

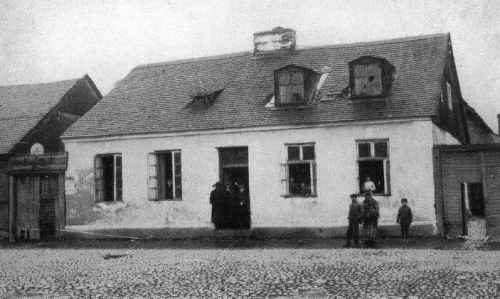
Le Talmud Torah
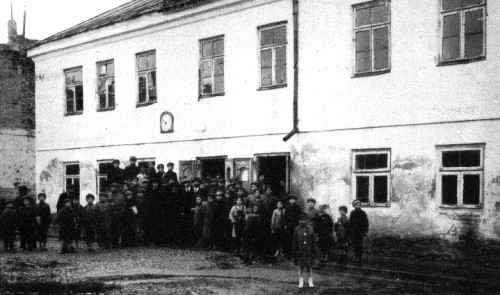
Le Beth Midrash
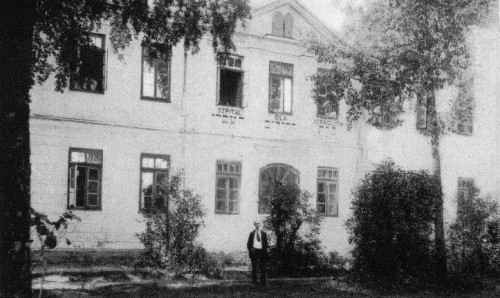
L'hôpital juif
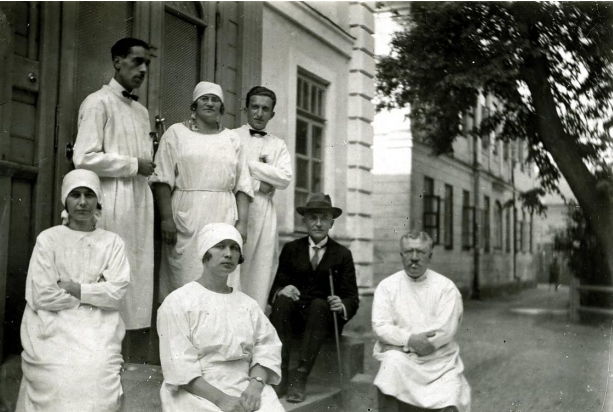
Médecins et personnel hospitalier en 1930

Clubs sportifs et culturels

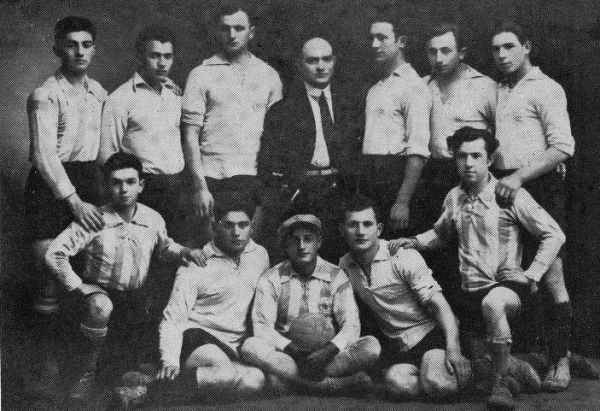
Club de football du Maccabi en 1929
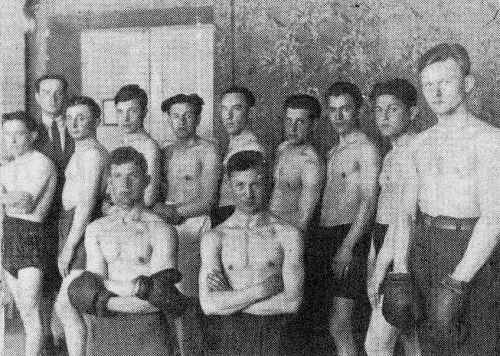
Club de boxe du Maccabi en 1928
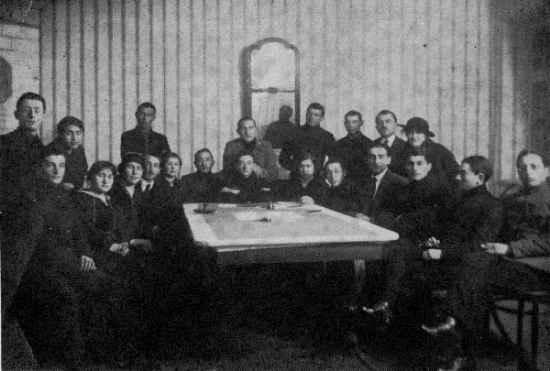
Club d'art dramatique en 1917
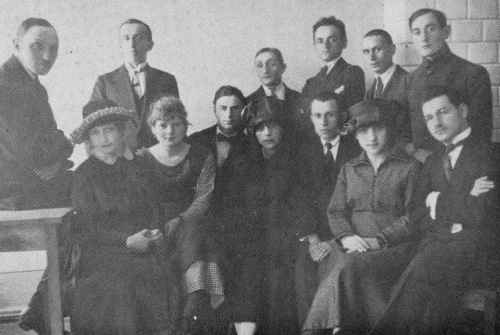
Société musicale en 1923
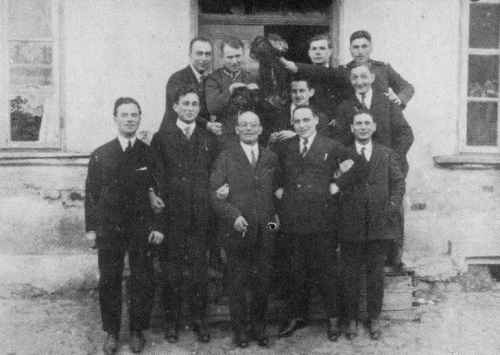
Club d'échecs en 1924

En raison de la crise économique et à la montée de l'antisémitisme, qui conduit à des attaques contre les commerces et les établissements juifs, Suwałki connait dans les années 1930 une seconde vague d'émigration, principalement vers l'Amérique du sud et en moindre mesure vers les États-Unis. Un nombre significatif de sionistes en profitent pour émigrer vers la Palestine.

### L'occupation allemande et la Shoah
Après l'invasion de la Pologne par les troupes allemandes en septembre 1939, Suwałki est incorporé au Reich sous le nom de Sudauen. Près de 3 000 Juifs s'enfuient vers la Lituanie, la Biélorussie et la partie orientale de l'URSS. Très peu de ceux restés sur place vont survivre, la très grande majorité périssent de privation ou de maladie dans des ghettos ou sont assassinés dans les camps de la mort. À Suwałki, en décembre 1939, les personnes âgées et les malades sont fusillés par un Peloton d'exécution nazi dans les forêts avoisinantes. Environ 2 000 survivants sont transférés dans des ghettos à Biała Podlaska, Łuków, Kock, Międzyrzec Podlaski, et dans d'autres villes de la région de Lublin et subiront le sort des autres occupants. Ayant déporté la population juive de Suwałki, les Allemands commencent à construire un nouveau quartier résidentiel pour leurs fonctionnaires, dans l'ancien district juif de Małe Raczki.
Seul un petit nombre de Juifs survit à l'occupation nazie et retourne à Suwałki après la guerre. Ce sont principalement ceux qui avaient trouvé refuge en URSS. En 1957, seuls 11 Juifs vivent à Suwałki. À présent, il n'y a plus de communauté juive.

## Les rabbins de Suwałki[6],[7]
- Abraham Abele ben Mordche[8] est le premier rabbin de Suwałki, au milieu des années 1840, lorsque la population juive est de l'ordre de 4 à 5 000 membres.
- Abraham Boruch est rabbin du district synagogal de Suwałki de 1842 à 1850. C'est à l’époque où la communauté de Suwałki est dirigée par Abraham Mordche et Abraham Boruch, que des changements majeurs se produisent dans le judaïsme. Le judaïsme rabbinique orthodoxe adopte une attitude plus conciliante à l’égard du mouvement hassidique et on voit un rapprochement entre les deux groupes.
- Itschak Chawer[9],[10] (1789-1853). Rabbin du district synagogal de Suwałki de 1850 à 1853, il a été auparavant rabbin de Tykocin. Kabbaliste respecté et auteur de livres, il fonde en 1851, une yechiva à Suwałki. Il est enterré au cimetière de Suwałki.
- Jechiel Heller, rabbin du quartier de la synagogue de Suwałki dans les années 1853-1860. Décédé en 1861, il est enterré au cimetière de Suwałki.
- Samuel Mohylewer[11], né en 1824 à Głębokie, Il étudie à la yechiva de Volojine. Après une vague de pogroms, il contribue à la diffusion des idées sionistes. Il est rabbin à Szaki, à Suwałki (de 1860 à 1868), puis à Radom, et à partir de 1883 et pendant de nombreuses années, grand rabbin de la communauté juive de Białystok. Activiste social et sioniste, il est l'un des fondateurs et dirigeants de l'organisation Hovevei Tsion à Varsovie.
- Eliezer Simcha Rabinowicz, né à Kowno en 1839, il est le 30e rabbin de sa famille. Il devient rabbin du quartier de la synagogue de Suwałki à la fin de 1868 (ou au début de 1869), et occupera ce poste jusqu'en 1874.
- Salomon Zeligman, rabbin du quartier de la synagogue de Suwałki dans les années 1876 (1895 ?) – 1907.
- Hillel Arye-Leib Libschitz[12],[13] (1844 – 1907), rabbin de Suwałki de 1880 à 1893. Militant sioniste actif et érudit respecté du Talmud, il part en 1893, pour Lublin, où il est élu rabbin de Lublin.
- David Teveleh Katzenellenbogen, né en 1850 à Tauragė en Lituanie et décédé en 1930, il est rabbin de Wierzbołów de 1876 à 1908 et occupe brièvement en 1894 le poste de rabbin à Suwałki. De 1908 à sa mort, il est rabbin de Saint-Pétersbourg.
- Zvi Yosef Resnick[14],[15], né en 1841, mort en 1912. En 1894, il enseigne à la yechiva Ohel Yitzhak, fondée à Suwałki par le rabbin Itschak Chawer. Selon les informations contenues dans le Yizkor Book Suwalk, à son arrivée à Suwałki, il est pris pour un agent tsariste et roué de coups, avant qu'un boulanger de la ville ne le reconnaisse. Lors de ses funérailles, le rabbin Mosze Luria aurait déclaré que si le temple de Jérusalem était encore debout, Yosef Resnick en serait le grand prêtre, que le peuple d'Israël écouterait. Il est enterré au cimetière de Suwałki, mais sa tombe a été vandalisée par les nazis pendant la Seconde Guerre mondiale.
- Moshe Betzalel Lurie[16], né en1835, il est rabbin de Suwałki de 1907 jusqu'à sa mort en 1914. Auparavant, il avait été rabbin de Vilna en Lituanie pendant 8 ans puis de Šakiai dans la province de Sudovie pendant aussi 8 ans.
- Benjamin Magentza[17]. Il est mentionné comme le rabbin de Suwałki après 1914. Il est enterré au cimetière de Suwałki
- Mosze Altman, mentionné aussi comme le rabbin de Suwałki après 1914.

Après 1914 et le déclenchement de la Première Guerre mondiale, Suwałki n'a pas eu de rabbins pendant sept ans. Benjamin Magentza et Mosze Altman remplissent temporairement cette fonction
- Aaron Badsht[18], dans les années 1921-1925, il est le rabbin élu par la communauté juive de Suwałki.
- Abram Josel Joselewicz Chajetowicz[19], né en 1878 ou 1879, décédé en 1935. Il est le rabbin de Suwałki à partir de 1926. Sa fille a épousé un autre rabbin de Suwałki, David Lifshitz.
- David Lifshitz[20], né en 1907 (1906 ?) à Minsk, mort en 1993. Dernier rabbin de Suwałki, dans les années 1935-1939, Il est l'élève du rabbin Szymon Jehuda ha Kohen Szkop (1860-1940) de Grodno avant de fréquenter la yechiva de Mir. En 1935, il est nommé rabbin de Suwałki. Il quitte Suwałki en octobre 1939, après que les Allemands aient ordonné aux Juifs de quitter la ville. Il s'enfuit avec d'autres Juifs en Lituanie. Au cours de son évasion, il perd un de ses enfants. Après un certain temps, il décide de retourner à Suwałki, pour récupérer des documents et des livres appartenant à la communauté, en se cachant dans divers endroits de la ville. Il repart en Lituanie et grâce à l'aide du consul japonais à Kovno, Chiune Sugihara, arrive à passer en Union soviétique et de là rejoindre les États-Unis.

Rabbins de Suwałki

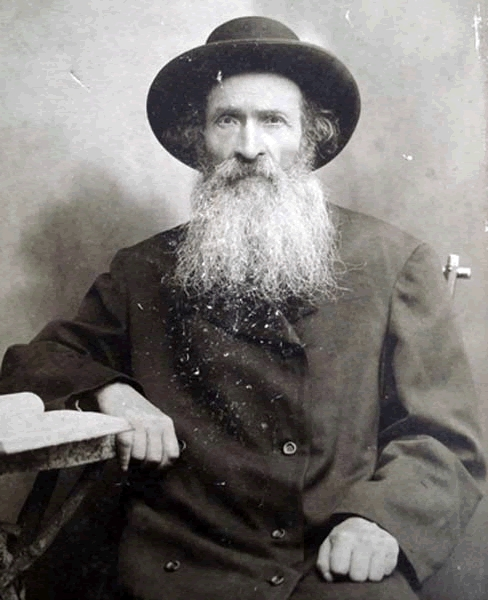
Eliezer Simcha Rabinowicz
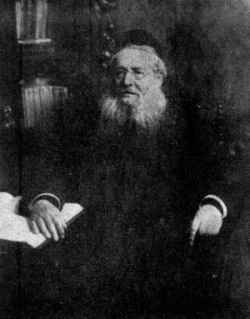
David Tevel Katzenellenbogen
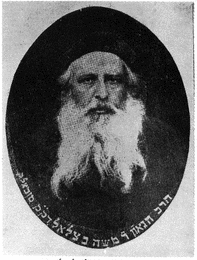
Moche Bezalel Luria
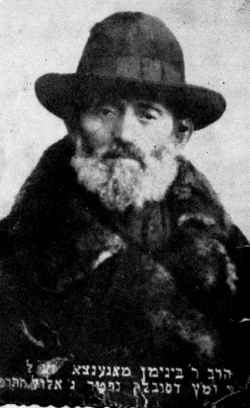
'Benjamin Magentza
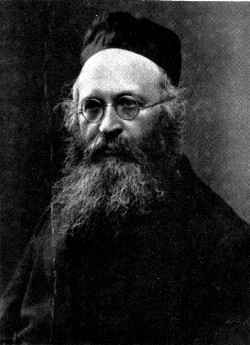
Abram Josel Joselewicz Chajetowicz
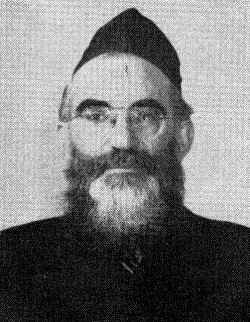
David Lifshitz

## Personnalités juives nées à Suwałki
- Mordechaj Arieli (1909-1993): Peintre et artiste israélien
- Josef Hassid (1923-1950): Violoniste prodige
- Samuel Dushkin (1891-1976): violoniste américain
- Jakow Goldblatt (1860-1929): peintre et éducateur russe
- Zalmen Gradowski (1910-1944): un des organisateurs de la révolte du Sonderkommando au Krematorium IV d'Auschwitz en 1944. Auteur de récits retrouvés et publiés après la guerre
- Halina Kowalska (1913-1998): violoniste, émigre en 1970 au Danemark
- Henryk Kowalski (1911-1982): violoniste et compositeur, émigre en 1957 en Israël, puis aux Pays-Bas avant de s'installer aux États-Unis en 1971
- Sonia Lewin (1909-1987): athlète israélienne, championne du lancer du poids
- Aleksander Margolis (1887-1939): médecin spécialiste des maladies infectieuses, un des dirigeants du Bund. Assassiné par les Allemands
- Max Melamerson (1881-1948): entrepreneur et céramiste allemand
- Dawid Morzyński (1905-1975): peintre français, auteur de peintures murales dans des synagogues à Paris et à Anvers.
- Marian Muszkat (1909-1995): juriste, colonel dans l'armée polonaise formé en Union soviétique, spécialiste en droit international et militaire. Émigre en Israël en 1957 et devient professeur à l'université de Tel Aviv
- Henryk Podlaski (1919-1956): procureur polonais, homme politique, procureur militaire et procureur adjoint général de la République populaire de Pologne
- Samuel Rosenthal (1837-1902): joueur d'échecs professionnel et journaliste franco-polonais.
- Pinchas Sapir (1906-1975): homme politique social-démocrate israélien, considéré comme le père de l'économie israélienne
- Avraham Stern (1907-1942): écrivain et poète, fondateur de l'organisation terroriste Lehi, tué en Palestine par un officier britannique
- Łazar Szackin (1902-1937): homme politique soviétique, un des fondateurs du Komsomol
- Aron Szejnman (1886-1944): révolutionnaire bolchévique et commissaire du peuple au commerce intérieur de l'URSS, s'exile en Angleterre.
- Hersz Wasser (1910-1980): historien israélien, secrétaire de l'organisation Oyneg Shabbos dans le ghetto de Varsovie
- Markus Zamenhof (1837-1907): enseignant de langues, père de Louis-Lazare Zamenhof, initiateur de l’espéranto

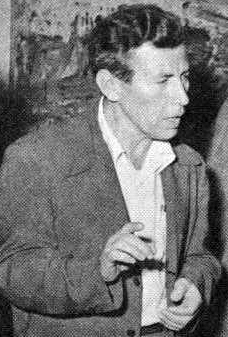
Mordechaj Arieli (1953)
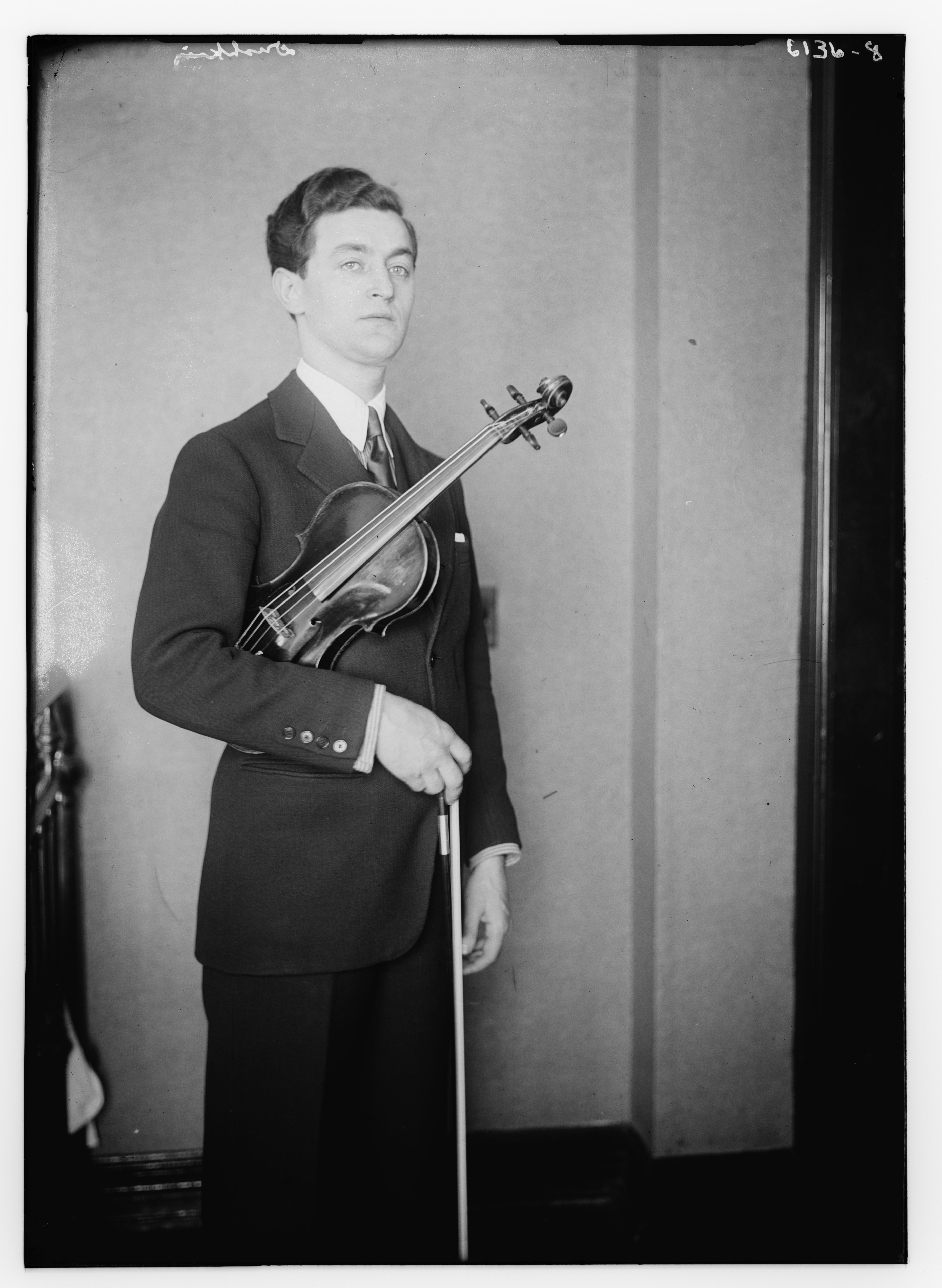
Samuel Dushkin
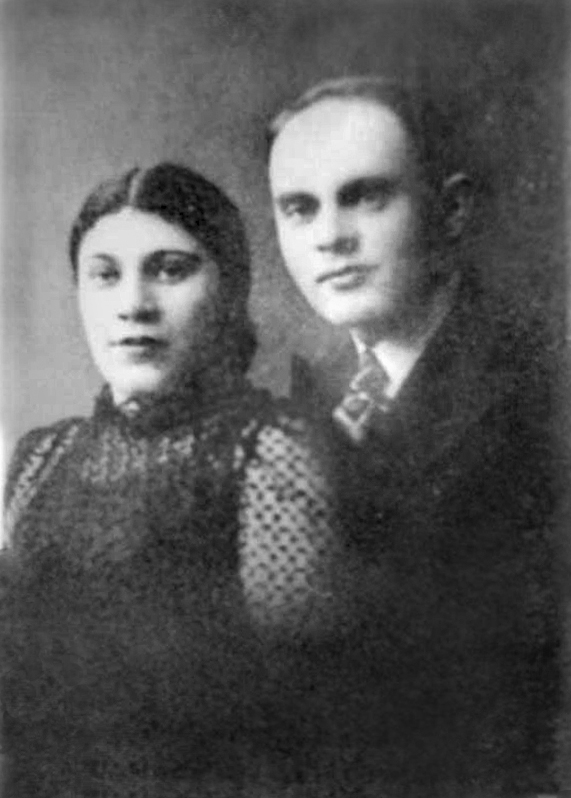
Zalman Gradowski et sa femme le jour de leur mariage (1935)
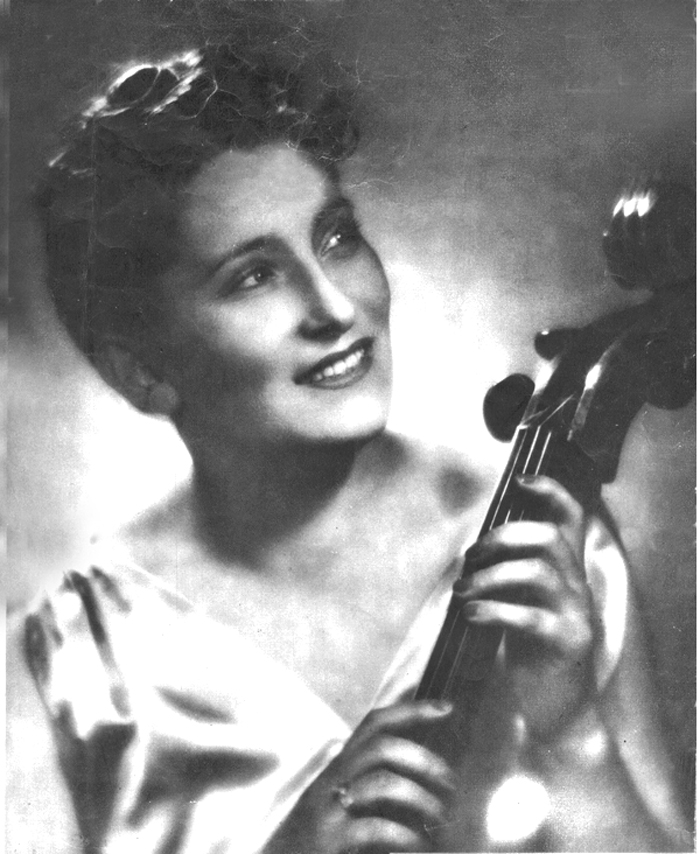
Halina Kowalska (1948)
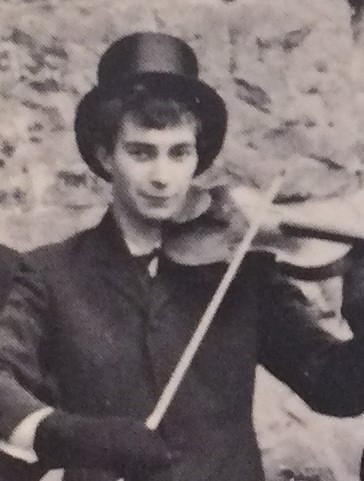
Henryk Kowalski
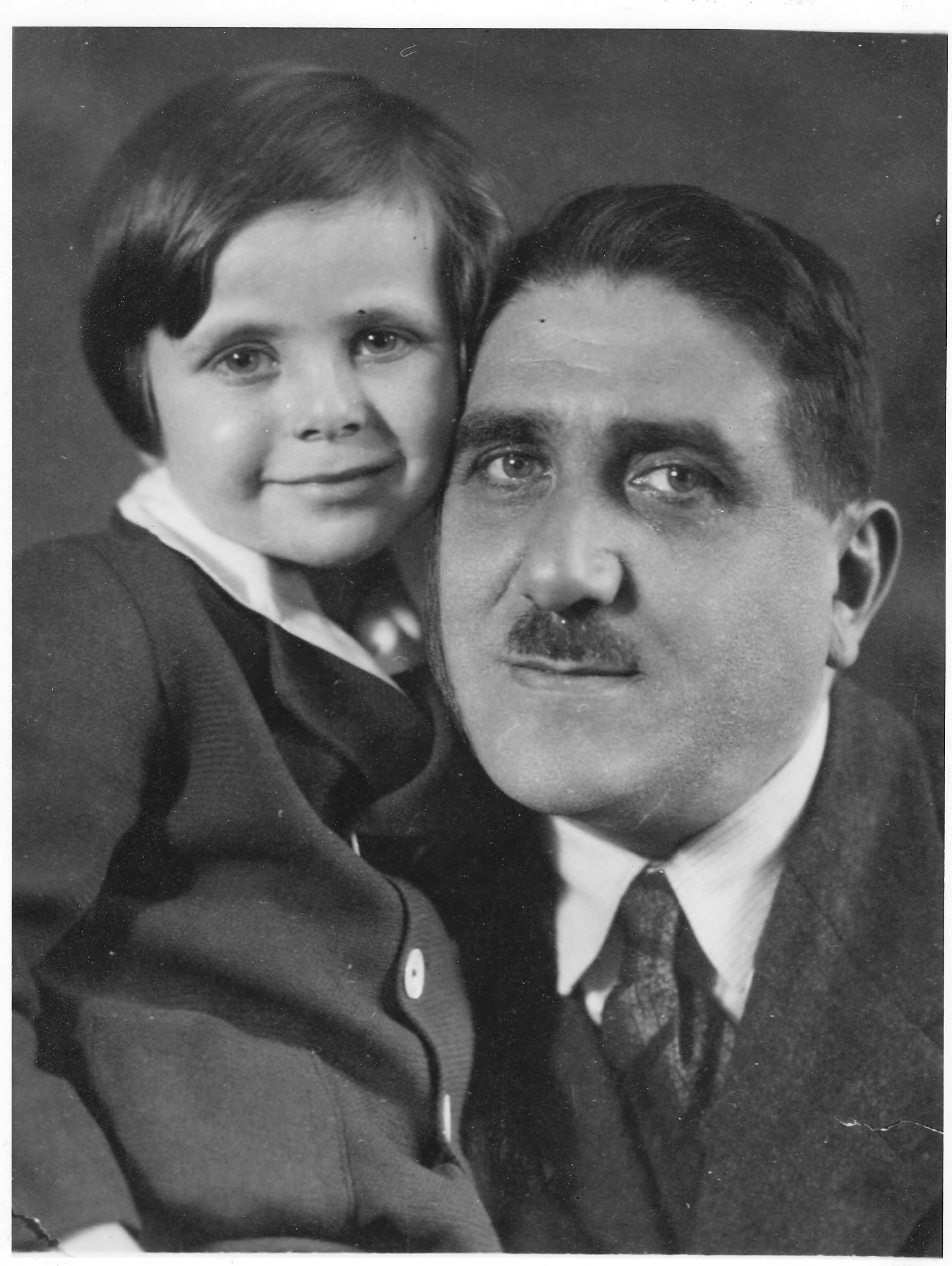
Aleksander Margolis (1933)
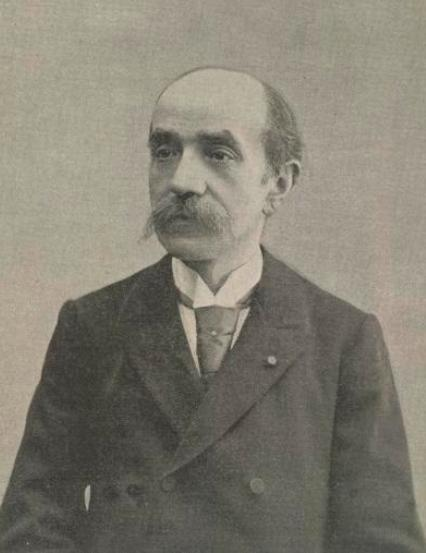
Samuel Rosenthal
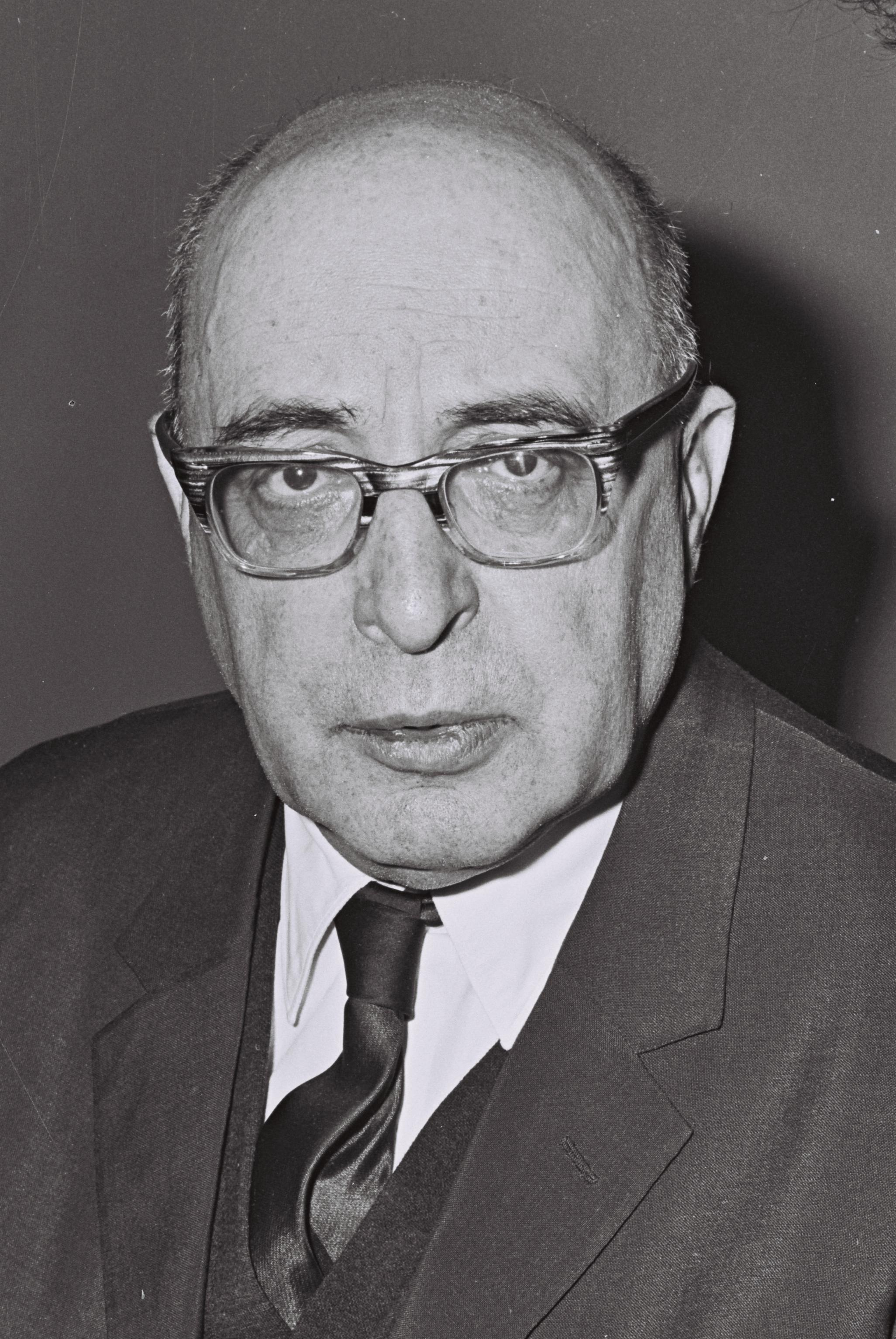
Pinchas Sapir (1970)
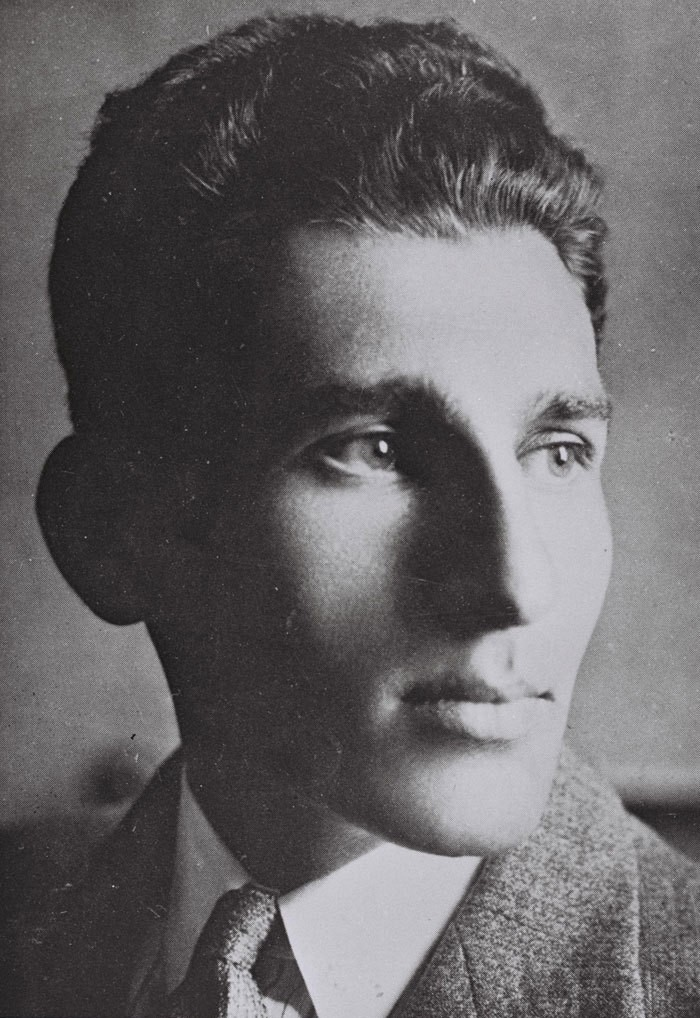
Avraham Stern
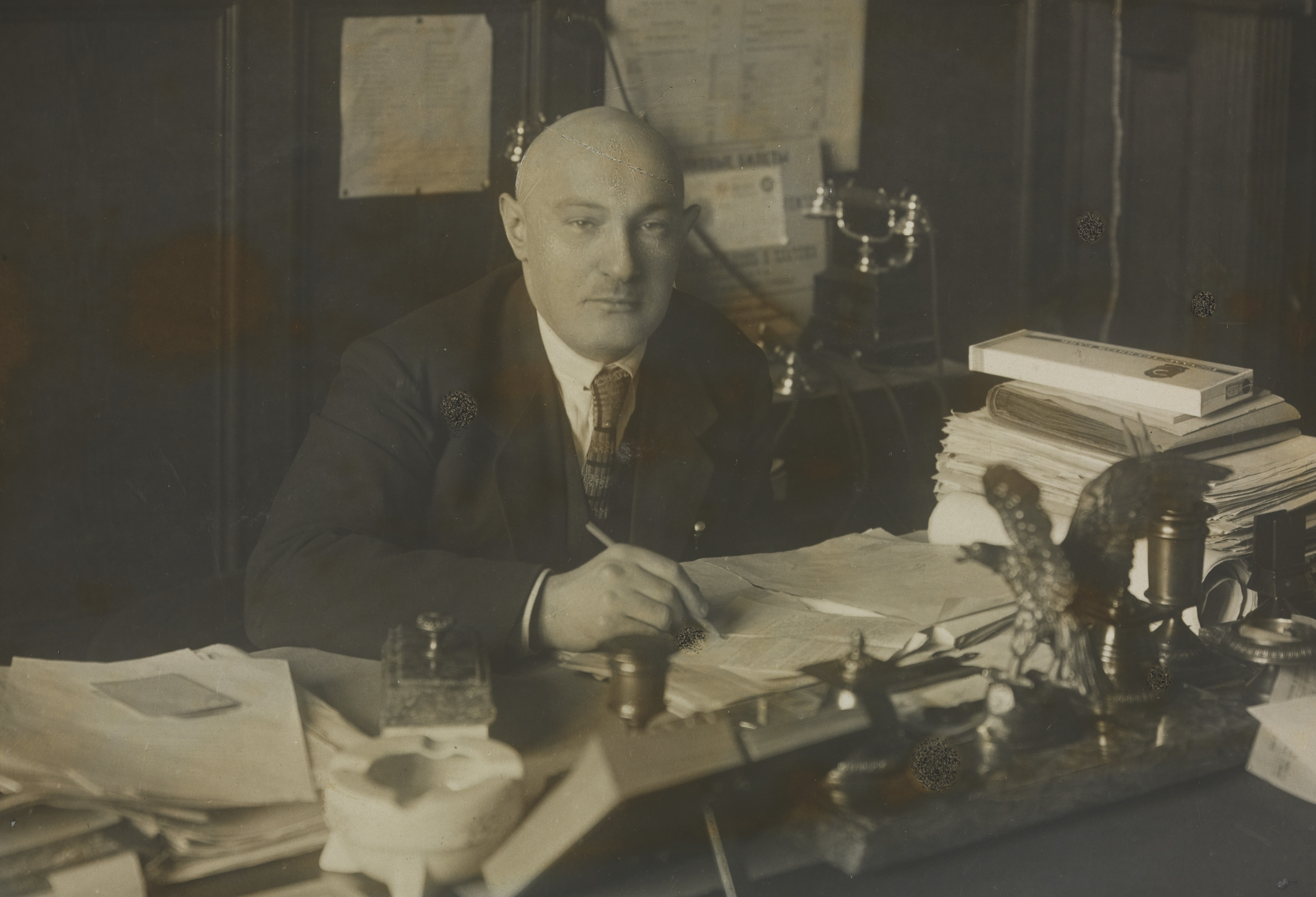
Aron Szejnman
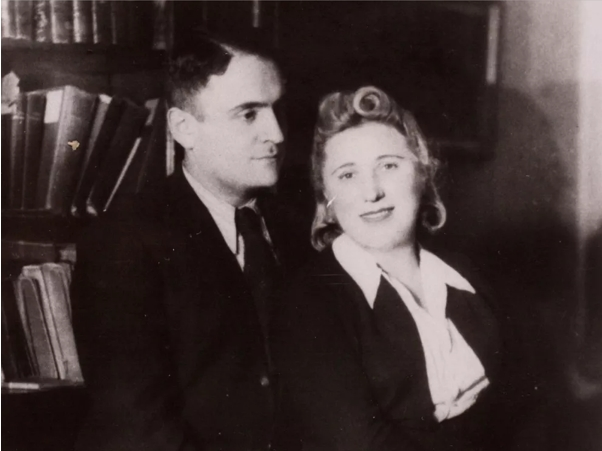
Hersz Wasser et sa femme Bluma
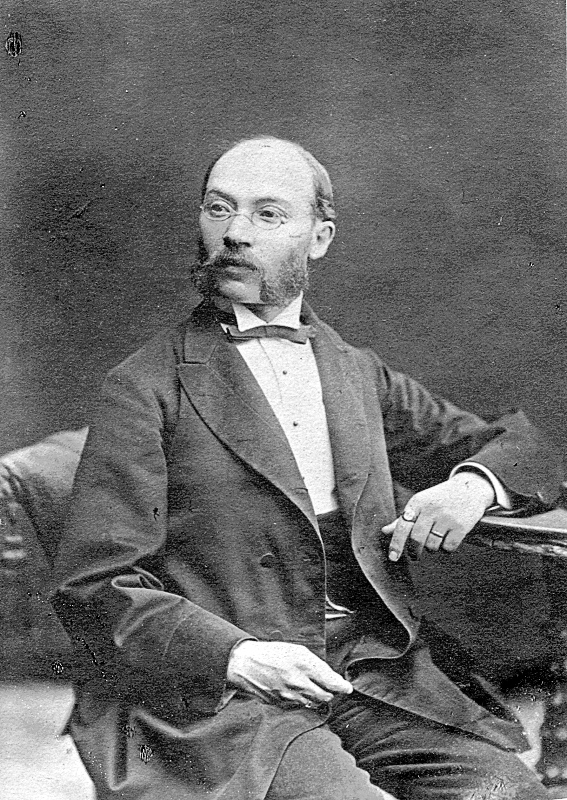
Markus Zamenhof (1878)

## Évolution de la population juive
| Population juive à Suwałki, |                       |                 |                      |
| Date                        | Population de Suwałki | Nombre de Juifs | Pourcentage de Juifs |
| 1800                        | 1184                  | 0               | -                    |
| 1808                        | ~ 1257                | 44              | ~3,5 %               |
| 1827                        | ~ 3778                | 1209            | ~32,0 %              |
| 1857                        | 10182 / 11273         | 6587 / 7016     | 64,7 % / 62,2 %      |
| 1890                        | 20592                 | 12540           | 60,9 %               |
| 1897                        | ~ 17900               | 7165            | ~40,0 %              |
| 1921                        | ~ 16900               | 5747            | ~34,0 %              |
| 1931                        | ~ 21500               | 5811            | ~27,0 %              |
| 1939                        | -                     | ~ 6000          | -                    |

 .